# Daniel Ayala Pérez
Daniel Ayala Pérez (* 21. Juli 1906 in Abalá, Yucatán; † 20. Juni 1975 in Xalapa) war ein mexikanischer Komponist.
Ayala Pérez studierte an der Musikhochschule von Mérida und am Konservatorium von Mexiko-Stadt, wo er später selbst unterrichtete. Von 1942 bis 1955 leitete er das Sinfonieorchester von Yucatán (Banda Sinfónica de Yucatán).
Er komponierte eine sinfonische Dichtung, fünf Orchestersuiten, ein Werk für Kammerensemble und indianisches Schlagzeug, kammermusikalische und Klavierwerke, Kantaten in Mayasprache und Lieder.